# Leptomydas batyr
Leptomydas batyr är en tvåvingeart som beskrevs av Semenov 1922. Leptomydas batyr ingår i släktet Leptomydas och familjen Mydidae. Inga underarter finns listade i Catalogue of Life.